# Canton de Daglan
Le canton de Daglan est un ancien canton français du département de la Dordogne. Il faisait partie du district de Sarlat. Le canton avait pour chef-lieu Daglan.

## Histoire
Le canton de Daglan est créé en 1790 sous la Révolution en même temps que les départements. Il dépend du district de Sarlat jusqu'en 1795, date de suppression des districts.
Lorsque ce canton est supprimé par la loi du 8 pluviôse an IX (28 janvier 1801)  portant sur la « réduction du nombre de justices de paix », ses communes sont alors entièrement intégrées au canton de Domme, dépendant de l'arrondissement de Sarlat.

## Composition
Il était composé de neuf communes :
- Bouzic[C 2]
- Daglan[C 1]
- Florimond[C 3]
- Gamniés[C 4]
- Nabirac[C 5]
- Saint Aubin de Nabirac[C 6]
- Saint Laurent[C 7]
- Saint Martial[C 8]
- Saint-Pompon[C 9]